# Estación de Lucerna Verkehrshaus
La estación de Lucerna Verkehrshaus es una estación ferroviaria de la comuna suiza de Lucerna, en el Cantón de Lucerna.

## Historia y situación
La estación de Lucerna Verkehrshaus fue inaugurada en el año 2007 en la línea Lucerna - Immensee, con el objetivo de dar un mejor servicio a la zona este de Lucerna.
Se encuentra ubicada en la zona oeste este del núcleo urbano de Lucerna. Cuenta con dos andenes laterales a los que acceden dos vías pasantes. Junto a la estación se encuentra el Museo Suizo de Transporte (del alemán: Verkehrshaus der Schweiz), que da nombre a la estación. 
En términos ferroviarios, la estación se sitúa en la línea Lucerna - Immensee. Sus dependencias ferroviarias colaterales son la estación de Lucerna, donde se inicia la línea, y la estación de Meggen Zentrum en dirección Immensee.

## Servicios ferroviarios
Los servicios ferroviarios de esta estación están prestados por SBB-CFF-FFS y por SOB (SudÖstBahn).

### Larga distancia
- IR Voralpen Romanshorn - Neukirch-Egnach - Muolen - Häggenschwil-Winden - Roggwil-Berg - Wittenbach - San Galo-San Fiden - San Galo - Herisau - Degersheim - Wattwil - Uznach - Schmerikon - Rapperswil - Pfäffikon - Wollerau - Biberbrugg - Arth-Goldau - Küssnacht am Rigi - Meggen Zentrum - Lucerna Verkehrshaus - Lucerna. Servicios cada hora. Operado por SOB.

## S-Bahn Lucerna
Por la estación pasa una línea de la red de trenes de cercanías S-Bahn Lucerna.
- S 3 Lucerna - Lucerna Verkehrshaus - Meggen - Küssnacht am Rigi - Arth-Goldau - Brunnen - Erstfeld.